# Acacia platycarpa
Acacia platycarpa é uma espécie de leguminosa do gênero Acacia, pertencente à família Fabaceae.